# Lewes (Delaware)
Lewes ([ˈluːɨs]) è una città situata nella Contea di Sussex, nello Stato del Delaware negli Stati Uniti, nella penisola Delmarva. Secondo una stima del 2006 del Census Bureau, la popolazione è di 3 116 abitanti. Fa parte dell'area statistica di Seaford.
Lewes è stato il primo insediamento europeo del Delaware, un punto commerciale per i balenieri chiamato allora Zwaanendael (Swan Valley, "valle del cigno"), fondato da coloni olandesi il 3 giugno 1631. Poiché Lewes è stato il primo paese ad essere fondato nel Delaware, e poiché il Delaware è stato il primo Stato a ratificare la Costituzione degli Stati Uniti, gli abitanti definiscono il proprio paese "La prima città del primo Stato." Lewes prende il suo nome dalla città inglese omonima di Lewes, che anche lei è situata in una contea chiamata Sussex. Oltre al nome e alla contea, i due paesi condividono lo stesso stemma.
Lewes, insieme alle città vicine di Rehoboth Beach, Dewey Beach, Bethany Beach, South Bethany e Fenwick Island, è compresa nell'area turistica costiera della Contea di Sussex, in rapido sviluppo demografico ed economico.

## Geografia fisica
Secondo lo United States Census Bureau, la città si estende su una superficie di 11,1 km², dei quali 9,5 km² sono composti da terre, mentre 1,6 km² sono costituiti da acque, e corrispondono al 14,69% dell'intera estensione comunale.

## Popolazione
Secondo il censimento del 2000, Lewes era abitata da 2 932 persone, ed erano ospitate 797 famiglie. La densità di popolazione era di 309,3 ab./km². Le costruzioni nel territorio comunale sono 2.368. Dal punto di vista etnico l'87,31% dell'intera popolazione è bianca, il 9,89% è afroamericana, lo 0,14% è nativa americana, mentre per l'1,02% è composta da asiatici, il restante 1,64% è composto da persone di altre razze.
Per quanto riguarda le fasce d'età, il 13,6% è di abitanti sotto i 18 anni, il 3,7% è fra i 18 e i 24 anni, il 18% fra i 25 e i 44, il 31,5% è fra i 45 e i 64 e il 33,1% è composto da 65enni e oltre. L'età media è di 55 anni. Per ogni 100 donne ci sono 78,2 maschi.

## Attrazioni turistiche

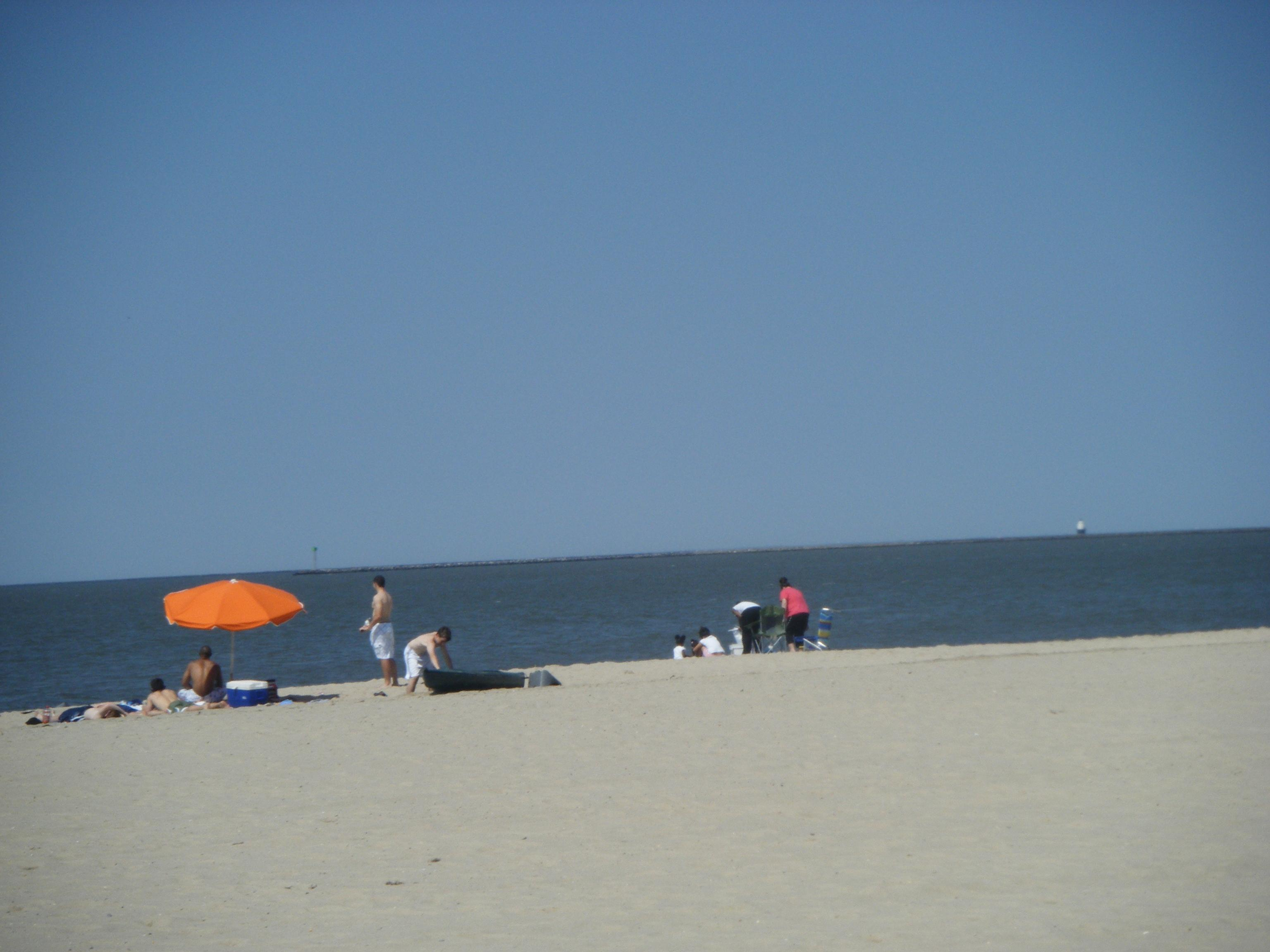
Lewes Beach

Lewes è il capolinea meridionale del traghetto Cape May-Lewes Ferry.
Lewes si trova vicina al Cape Henlopen State Park, ed è vicina alla ferrovia Delaware Coast Line Railway, che parte dalla cittadina di Georgetown.
Negli ultimi anni Lewes è diventata popolare come meta per i vacanzieri provenienti dal nord dello Stato del Delaware, in particolare dalla Contea di New Castle. Sebbene ufficialmente si trovi all'interno della Baia del Delaware, è considerata una meta turistica sull'oceano, anche se il mare si trova a partire da Cape Henlopen.
Oltre ad essere un'attrazione turistica, Lewes è nota per la presenza di molti punti vendita outlet.
La città è sede anche del Zwaanendael Museum, che raccoglie testimonianze e reperti della storia del Delaware.
La via principale è Second Street, il cuore commerciale della città con negozi e ristoranti ospitati in edifici d'epoca.